# Acuerdo Cuatripartito sobre Berlín

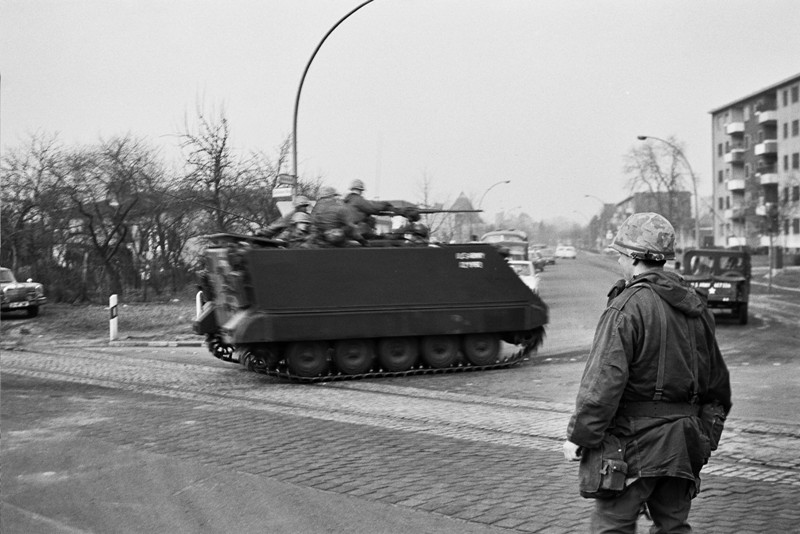
Vehículo del ejército estadounidense patrullando las calles de Berlín Occidental, 1969

El Acuerdo Cuatripartito sobre Berlín (también conocido como Acuerdo de Berlín) fue adoptado el 3 de septiembre de 1971 por las cuatro grandes potencias aliadas, representadas por sus embajadores. El acuerdo entró en vigor el 3 de junio de 1972 en una ceremonia en Berlín celebrada por los ministros de relaciones exteriores de Estados Unidos, Francia, el Reino Unido y la Unión Soviética. Fue derogado el 3 de octubre de 1990, con la Reunificación alemana. El acuerdo no era un tratado y no requirió ninguna ratificación formal.
Al reconfirmar la existencia de los derechos y responsabilidades de las cuatro potencias para el futuro de Berlín y de Alemania (que los soviéticos afirmaron haber anulado como consecuencia de la Crisis de Berlín de 1961), el acuerdo sentó las bases para una serie de acuerdos Este-Oeste que inauguraron el período usualmente conocido como Détente. También restableció los lazos entre las dos partes de Berlín, mejoró los viajes y las comunicaciones entre las dos partes de la ciudad y trajo numerosas mejoras para los residentes de los sectores occidentales.
Para alcanzar tales mejoras, la definición política del estatuto de Berlín quedó vaga deliberadamente, preservando así las diferentes posiciones jurídicas de ambas partes. La palabra "Berlín" no aparece en el texto. La ciudad de Berlín se identifica sólo como el "área relevante".
Después de que el acuerdo entró en vigor, la Unión Soviética utilizó esta vaga redacción en un esfuerzo por aflojar los lazos de Berlín Occidental con la República Federal de Alemania. Sin embargo, el acuerdo contribuyó en gran medida tanto a reducir las tensiones entre Oriente y Occidente sobre Berlín, como a ampliar los contactos entre las dos partes de Alemania. Como tal, hizo una contribución importante al proceso que dio lugar a la reunificación de Alemania en 1990.
Junto con el acuerdo aliado, el Tratado Básico (Grundlagenvertrag) (firmado en diciembre de 1972; en vigor en junio de 1973) reconoció a dos Estados alemanes, y los dos países se comprometieron a respetar mutuamente la soberanía. Bajo los términos del tratado, se intercambiarían misiones diplomáticas y se establecerían relaciones comerciales, turísticas, culturales y de comunicación. En virtud del Acuerdo y del Tratado, en septiembre de 1973, ambos Estados alemanes ingresaron a las Naciones Unidas.
Estos tratados formaban parte de una serie de acuerdos internacionales que fueron vistos por algunos como formalizando la división de Europa de la Guerra Fría, mientras que otros vieron esto como el inicio del proceso que condujo al fin de la Guerra Fría. M. E. Sarotte escribió en 2001 que "... a pesar de todos los temores, ambas partes lograron hacer muchos negocios como resultado del diálogo de la distensión".